# Heterogynis pravieli
Heterogynis pravieli is een vlinder uit de familie Heterogynidae. De wetenschappelijke naam is voor het eerst geldig gepubliceerd in 2006 door Leraut.
De soort komt voor in Europa.